# Gare de Luc-en-Diois
Pour les articles homonymes, voir Gare de Luc.
La gare de Luc-en-Diois est une gare ferroviaire française de la ligne de Livron à Aspres-sur-Buëch, située sur le territoire de la commune de Luc-en-Diois, dans le département de la Drôme, en région Auvergne-Rhône-Alpes.
Elle est mise en service en 1894, par la Compagnie des chemins de fer de Paris à Lyon et à la Méditerranée (PLM).
C'est une halte voyageurs de la Société nationale des chemins de fer français (SNCF), desservie par des trains Intercités de nuit et TER Auvergne-Rhône-Alpes.

## Situation ferroviaire
Établie à 581 mètres d'altitude, la gare de Luc-en-Diois est située au point kilométrique (PK) 73,609 de la ligne de Livron à Aspres-sur-Buëch, entre les gares ouvertes de Die et de Veynes - Dévoluy (sur la ligne de Lyon-Perrache à Marseille-Saint-Charles).
Elle comporte un évitement pour permettre le croisement des trains sur la voie unique. Il n'est pas utilisé en service normal.

## Histoire
La gare de Luc-en-Diois est mise en service le 1er juin 1894 par la Compagnie des chemins de fer de Paris à Lyon et à la Méditerranée (PLM), lorsqu'elle ouvre à l'exploitation la section de Die à Aspres-sur-Buëch.

## Fréquentation
De 2015 à 2023, selon les estimations de la SNCF, la fréquentation annuelle de la gare s'élève aux nombres indiqués dans le tableau ci-dessous.
| Année     | 2015  | 2016  | 2017  | 2018  | 2019  | 2020  | 2021  | 2022  | 2023   |
| --------- | ----- | ----- | ----- | ----- | ----- | ----- | ----- | ----- | ------ |
| Voyageurs | 5 830 | 6 251 | 7 456 | 6 384 | 8 242 | 5 810 | 5 520 | 9 479 | 11 132 |

## Service des voyageurs

### Accueil
Halte SNCF, c'est un point d'arrêt non géré (PANG) à accès libre.

### Desserte
Luc-en-Diois est desservie par les trains TER Auvergne-Rhône-Alpes de la relation Briançon (ou Gap) – Romans - Bourg-de-Péage, ainsi que les dimanches et fêtes par un train de nuit (Intercités) qui assure la relation Paris-Austerlitz – Briançon.

### Intermodalité
Un parc pour les vélos et un parking pour les véhicules y sont aménagés. 

## Au cinéma
La gare apparaît furtivement dans les premières minutes du film Le Fils de l'épicier (2007), réalisé par Éric Guirado,.
Une scène du début du film Hommes au bord de la crise de nerfs (2022), réalisé par Audrey Dana, a été tournée en gare.